# Hemixantha longipes
Hemixantha longipes är en tvåvingeart som beskrevs av Friedrich Georg Hendel 1911. Hemixantha longipes ingår i släktet Hemixantha och familjen Richardiidae. Inga underarter finns listade i Catalogue of Life.